# Hong Junsheng
Hong Junsheng (洪均生) (* 30. März 1907 im damaligen Kreis Yu, heute Stadt Yuzhou, in der Provinz Henan des Chinesischen Kaiserreichs; † 23. Januar 1996 in Jinan, Provinz Shandong der Volksrepublik China) war ein chinesischer Taijiquan-Meister. Er gehört zur 10. Generation des Chen-Stils.

## Werdegang
Nachdem Hong Junsheng in jungen Jahren mit seinem Vater nach Peking gezogen war, machte er sich auf die Suche nach einem Taijiquan-Lehrer. Das Training sollte helfen, seinen Gesundheitszustand zu verbessern. Als erstes traf er auf Meister Liu Musan, von dem er im Wu-Stil unterrichtet wurde. Später kam es zu einer Begegnung mit Chen Fake, in welcher die große Überlegenheit von dessen Chen-Stil gegenüber dem Wu-Taijiquan von Meister Liu offensichtlich wurde. Durch diese Demonstration beeindruckt, ließ Meister Liu seine Schüler im Jahr 1930 in die Schule von Chen Fake wechseln.
Chen Fake unterrichtete Hong Junsheng als seinen Meisterschüler von 1930 bis 1944 ohne Unterbrechung. Durch dieses Training erfreute er sich guter Gesundheit und erreichte ein großes Verständnis und Können im Taijiquan. Im Jahr 1944 kehrte Hong nach Jinan in der Shandong Provinz zurück, wo er das Gelernte vertiefte und an seine wachsende Schülerzahl weitergab. 1956 begab sich Hong abermals nach Peking zu Meister Chen, um die Anwendungen des Stils zu verfeinern. Dann ging er zurück nach Jinan und unterrichtete dort bis zu seinem Tod.

## Schüler
Zu den wichtigsten Schülern Hong Junshengs (陈发科) zählen:
- Li Enjiu (李恩久) *1950
- Chen Zhonghua (陈中华)

## Referenzen
- 太极人生 - 纪念洪均生先生， 山东太极尚武俱乐部， 二00一年。
- 李恩久（编），洪均生（著）： 陈式太极拳全书 （上编）。
- Hong Junsheng: Chen Style Taijiquan Practical Method, Bd. 1: Theory. Hunyuantaiji Press, Edmonton 2006, ISBN 978-0-9730045-5-7 (übersetzt von Chen Zhonghua).